# Dissoptila
Dissoptila is een geslacht van vlinders van de familie tastermotten (Gelechiidae).

## Soorten
- D. asphaltitis Meyrick, 1914
- D. crocodora Meyrick, 1922
- D. disrupta Meyrick, 1914
- D. mutabilis Meyrick, 1914
- D. prozona Meyrick, 1925